# Barbarossula
Barbarossula is een geslacht van vlinders van de familie tandvlinders (Notodontidae).

## Soorten
- B. peniculus Bryk, 1950
- B. rufibarbis Kiriakoff, 1963